# Marolles-en-Hurepoix
Marolles-en-Hurepoix là một xã ở tỉnh Essonne thuộc vùng Île-de-France miền bắc nước Pháp.
Theo điều tra dân số năm 1999, dân số xã này là 4.669 người. Ước tính dân số năm 2007 là 4.740.
Danh xưng cư dân địa phương Marolles-en-Hurepoix trong tiếng Pháp là Marollais.